# Marcin Leopold Szczuka
Marcin Leopold Stefan Szczuka herbu Grabie (ur. 13 listopada 1698, zm. 1728) – polski szlachcic, starosta wąwolnicki. Dziedzic Biłgoraja i Wiekszni (nadał tej miejscowości prawa miejskie). Syn Stanisława Antoniego Szczuki i Konstancji Marii Potockiej.